# Dukljanska crkva
Dukljanska crkva (lat. Dioclitana ecclesia), Dukljanska nadbiskupija (lat. Archidioecesis Docleensis) ili Arhiepiskopija Dukljanske crkve (Archiepiscopatus Dioclitanae ecclesiae) bila je rimokatolička nadbiskupija u Crnoj Gori.
Visoki status dobila je u razdoblju Dukljanskoga Kraljevstva.

## Sjedište
Arhiepiskopsko sjedište Dukljanske crkve bilo je u gradu Baru.
Znameniti Ljetopis popa Dukljanina započinje riječima (citati na crnogorskom):
»Budući da ste me zamolili, voljena braćo u Hristu i poštovani svećenici svetog sjedišta Arhiepiskopije Dukljanske crkve...«

### Titula poglavara Dukljanske crkve
Službena je titula poglavara Dukljanske crkve u papskim bulama glasila:
Archiepiscopus diocliensis atque antibarensis ecclesiae (1067. godine)
Petro, Doclensis sedis arhiepiscopo (1089. godine)
sancte Dioclitane atque Antibarensis ecclesiae archiepiscopo (1121. godine)
Arhiepiskop, odnosno arhiepiskopija, nominacija koja potječe iz razdoblja prije šizme i koja se u pravoslavnoj crkvi zadržala do danas, a u rimokatoličkoj crkvi stanovito vrijeme nakon šizme, u rangu je s nadbiskupijom, arhidijecezom ili metropolijom. Specifična titula poglavara Dukljanske crkve splet je političkih, crkvenih i kulturnih odnosa koji su u i prije a i poslije 11. st. vladali na teritoriju dukljanske države.

## Kristijaniziranje dukljanskih Slavena
Na proputovanju za Rim Ćiril je, prema Ljetopisu popa Dukljanina, u kršćanstvo preveo slavenskog kralja Svetopeleka.
Uslijedilo je (citati na crnogorskom jeziku) "... veliko veselje i hrišćani, silazeći sa planina i skrivenih mjesta, đe su se bili raspršili, počeše hvaliti i blagosiljati ime Gospoda".
Tada je, navodno, "Svetopelek odobrio hrišćanima koji se 'služahu latinskim jezikom' da se povrate u svoja mjesta i da obnove sela i gradove, porušene od pagana".
No, o svemu tome nema potvrde u drugim izvorima.
Konstantin Porfirogenet ističe prvenstvo Bizanta u širenju kršćanstva među Slavenima. On kaže da je još car Heraklije (610. – 641.) uputio misionare među Slavene. Na osnovu toga je insistirano da južnoslavenske zemlje pripadaju pravoslavnom ekumenskoj carigradskoj patrijaršiji.
Kristijaniziranje Dukljana izgleda da je u potpunosti dovršeno do 9. stoljeća:
»Dukljanski (crnogorski) Sloveni bili su u jednom stepenu hristijanizirani i prije 9. st., a u vrijeme dukljanskog arhonta Petra (10. st.), čiji je pečat, na kome je prikazan lik Bogorodice sa Hristom, sačuvan, proces prevođenja slovenskih doseljenika u kršćansku religiju bio je već značajno dovršen.«
Došlo je, za vladavine Mihaila dukljanskom kneževinom, do konačne šizme između Istočne i Zapadne crkve (1054. godine). Duklja je ostala podijeljena u pravoslavnoj i katoličkoj sferi.

## Povijest Dukljanske crkve
Napomena: Dosadašnja historiografska saznanja o povijesti Crkve na teritoriju današnje Crne Gore umnogome će, po svemu sudeći, biti proširena, dijelom i opovrgnuta, nakon tiskanja 19 svezaka edicije Monumenta Montenegrina (nakladnik IICG, Podgorica, 2001. – 2009.) sa stotinama novih povijesnih izvora koje je po inozemnim arhivima prikupio i priredio crnogorski znanstvenik Vojislav D. Nikčević.

### U najranijoj povijesti
Dukljanska biskupija konstituirana je i prije naseljavanja Južnih Slavena na područje nekadašnje rimske provincije Prevalis.
Dukljanska biskupija spomenuta je 451. godine, kada i njezin biskup Evander, također i u aktima Kalcedonskog sabora.
Pretpostavlja se da je sjedište bilo u Martinića gradini blizu Spuža, u Lontodokli, tj. Novoj Duklji, nedaleko od grada Duklje.

### Pod Carigradskom patrijaršijom
Godine 732. bizantski car Lav III. Mudri izuzeo je biskupiju Iliricum Orientale iz papine nadležnosti i podredio je Carigradskoj patrijaršiji, a tada se u popisu sufragana Dračke nadbiskupije našla i Dukljanska biskupija, pored Barske biskupije, Ulcinjske i Skadarske biskupije.

### Prvo podizanje u rang nadbiskupije
Prema tekstovima kronika i radovima povjesničara, npr. Ljetopisu popa Dukljanina i Daniele Farlati, Dukljanska biskupija je podignuta na razinu nadbiskupije u vrijeme bizantskog cara Lava Mudrog.
Tako je prema popu Dukljaninu u 8. stoljeću, točnije na Duvanjskom saboru oko 750. godine, Dukljanska biskupija uzdignuta na razinu nadbiskupije, a njezini sufragani bile su biskupije:
- Budvanska, Kotorska, Barska, Svačka, Drivastska, Pilotska, Ulcinjska, Skadarska te crkve u Zahumlju, Bosni i Srbiji.[6]

Danilo Radojević navodi da neki crkveni povjesničari (D. Farlati, J. Coleti, I. Marković, I. Ostojić i dr.)
»... misle da su na tom spornom saboru na Duvanjskom polju, papini poslanici rukopoložili dukljanskog i solinskog arhiepiskopa, a da su crkve koje su bile porušene i oskvrnute, ponovo sagrađene i posvećene nakon sabora.«

### Položaj dukljanske kneževine nakon šizme
Granica između pravoslavnog Istoka i katoličkog Zapada 1054. išla je zamišljenom crtom posred Duklje. Nakon šizme, Rim i Carigrada će se konfrontirati oko crkvene supremacije, no Duklja će, za sve vrijeme svoga postojanja (do 1186. – 1189. godine), imati većinski katolički vjerski karakter, naročito u primorju.

### Kontroverzno priznanje iz 1067. godine
- Papa Aleksandar II. priznao je 1067. u spornoj buli Dukljansku crkvu
- Papa Grgur VII. najavio je 1078. u pismu kralju Mihailu priznanje Dukljanske crkve
- Protupapa Klement III. (na crtežu u sredini) priznao je 1089. Dukljansku crkvu

U buli pape Aleksandra II. iz 1067. godine, koja je u historiografiji osporavana, Dukljanska crkva tretira se kao nadbiskupija. Nabrojani su, kao sufragani Arhiepiskopije Dukljanske crkve, sljedeći biskupi:
- dukljanski, barski, svački, drivastski, pilotski, srpski, bosanski, palački, travunjski.

Što se tiče ulcinjskog biskupa koji nije spomenut, neki povjesničari misle da je pogrešno napisano palački mjesto ulcinjski.
Iz popisa sufragana izostao je i humski biskup čije je sjedište bilo u Stonu, iako je teritorij Zahumlja, u nekim razdobljima, bio u sastavu dukljanske države. Postoji mišljenje da je humski biskup tada bio sufragan Splitskoj nadbiskupiji.
Kao poglavar Dukljanske crkve u buli je imenovan Petar I.
Papa ga oslovljava: Arhiepiscopus diocliensis atque antibarensis ecclesiae.
No, neki povjesničari spore vjerodostojnost bule pape Aleksandra II. iz 1067. godine, ili joj uopće ne pridaju važnost u radovima o dukljanskoj crkvenoj povijesti.
I zaista, papa Grgur VII. u svom pismu dukljanskom kralju Mihailu 1078. godine očito još nije priznavao stanje "crkvene reorganizacije" u Duklji.

### Pismo pape dukljanskom kralju
Naime, Grgur VII. je Mihaila, uvrstivši ga u red "požrtvovanih prijatelja svete crkve", najkasnije 1078. godine priznao za kralja - titulirajući ga kao Kralja Slavena.
Obraća se Mihailu sa:
Michaeli Sclavorum Regi
Mihailo, kralj Slavena
No, pismo tek nagovješćuje konstituiranje Dukljanske crkve. U cijelosti glasi (crnogorski prijevod, R. Rotković):
Kralju Slovena
Grgur, papa, sluga Božji, Mihailu, kralju Slovena, pozdrav i apostolski blagoslov.
Neka zna tvoja dužna odanost Apostolskoj Stolici da još nije prispio izvještaj našega dragog legata Petra koji je trebao ispitati cjelokupnu situaciju posebno što se tiče zahtjeva za osnivanjem samostalne crkvene organizacije za Duklju, jer postoje razmimoilaženja između splitskog nadbiskupa i Dubrovnika. Da bi se slučaj što prije okončao, predlažemo ti da pošalješ u Rim barsko-dubrovačkog biskupa Petra ili nekog drugog sposobnog izaslanika koji će posebno izložiti situaciju u vezi s crkvenom reorganizacijom. Nakon toga ću, po nalogu pravde, donijeti odluku o dodijeli palija predragom bratu Petru i kraljevskih insigija za tebe samoga.
Dano u Rimu, V ide januara, indikcije prve.
Ipak, brojni južnoslavenski latinisti (F. Rački, S. Stanojević, A. Milošević, I. Marković...) smatraju da je bula pape Aleksandra II. iz 1067. godine posve autentična, čak da je ona prijepis starije bule iz 1062. godine.
No drugi (K. Jiriček, M. Šufflay, V. Ćorović, R. Rotković...) insistiraju da je u pitanju falsifikat, jer bi bula Grgura VII. "iz 1089. bila suvišna, ako je ona prva (iz 1067.) autentična".

### Priznanje iz 1089. godine
Konačno je u Rimu 8. siječnja 1089. godine izdata bula kojom je čelnom barskom prelatu potvrđen arhiepiskopstvo i status Dukljanske crkve u cijelosti.

## Sadašnji status
Danas Dukljanska crkva ili Dukljanska nadbiskupija postoji kao naslovna nadbiskupija, biskup je Pier Luigi Celata, a podređene su joj također naslovne biskupije Budvanska, Danjska, Drivastska, Ulcinjska, Novljanska (Novensis), Risanska i Sardska.

## Također pogledajte
- Duklja